# Cuvio
Cuvio (lombardul: Cüi) település Olaszországban, Varese megyében. Lakosainak száma 1652 fő (2023. január 1.). Cuvio Azzio, Barasso, Casalzuigno, Castello Cabiaglio, Cocquio-Trevisago, Comerio, Cuveglio, Gavirate és Orino községekkel határos.

## Népesség
A település népességének változása:
| Lakosok száma | 1655 | 1650 | 1652 |
|               | 2017 | 2018 | 2023 |